# Prepiella sesapina
Prepiella sesapina är en fjärilsart som beskrevs av Butler 1877. Prepiella sesapina ingår i släktet Prepiella och familjen björnspinnare. Inga underarter finns listade i Catalogue of Life.